# Sandra Mahn
Sandra Mahn (* 7. März 1980 in Berlin) ist eine deutsche Künstlerin, Kinderbuchautorin und Illustratorin.

## Leben
Sandra Mahn wurde 1980 in Berlin geboren. Nach erfolgreicher Ausbildung zur staatlich geprüften Grafikdesignerin am Lette-Verein in Berlin im Jahre 2004 arbeitete sie mehrere Jahre freiberuflich im Bereich Grafikdesign. Seit 2012 ist sie überdies als Künstlerin, Autorin und Illustratorin tätig. Der Alwis Verlag in Dresden veröffentlichte 2014 ihr erstes Kinderbuch Das Eichkätzchen und die Waldmaus.

## Werke

### Kinderbücher
- Das Eichkätzchen und die Waldmaus. Alwis Verlag, Dresden 2014, ISBN 978-3-938932-38-4.
- mit Josefine Gottwald: Zwischen Steppe und Sternenhimmel – Pferdeabenteuer aus aller Welt. Alwis Verlag, Dresden 2014, ISBN 978-3-938932-39-1.
- mit Gerd Sobtzyk und Uwe Stöcker: Der Vielfraß und das Schneehuhn. Alwis Verlag, Dresden 2015, ISBN 978-3-938932-40-7.
- mit Josefine Gottwald: Dawi – und die Legende vom Geist des Waldes. Alwis Verlag, Dresden 2016, ISBN 978-3-938932-49-0.

### Kalender
- Magie im Galopp. Alwis Verlag, Dresden 2015, ISBN 978-3-938932-41-4.
- Helfer auf vier Pfoten. Alwis Verlag, Dresden 2015, ISBN 978-3-938932-45-2.